# Circuit Het Nieuwsblad féminin
Le Circuit Het Nieuwsblad féminin est une course cycliste féminine belge. Créé en 2006, il fait partie du calendrier de l'Union cycliste internationale en catégorie 1.2. À partir de 2016, il est classé en 1.1. La course est longue d'environ 120 kilomètres, son départ est à Deerlijk et son arrivée se situe à Deinze. C'est la version féminine du Circuit Het Nieuwsblad.

## Palmarès
| Année | Vainqueur            | Deuxième          | Troisième                 |
| ----- | -------------------- | ----------------- | ------------------------- |
| 2006  | Suzanne de Goede     | Mirjam Melchers   | Tanja Schmidt-Hennes      |
| 2007  | Mie Bekker Lacota    | Monica Holler     | Jaccolien Wallaard        |
| 2008  | Kirsten Wild         | Angela Hennig     | Emma Johansson            |
| 2009  | Suzanne de Goede     | Noemi Cantele     | Kelly Druyts              |
| 2010  | Emma Johansson       | Liesbet De Vocht  | Grace Verbeke             |
| 2011  | Emma Johansson       | Andrea Bosman     | Chantal Blaak             |
| 2012  | Loes Gunnewijk       | Ellen van Dijk    | Trixi Worrack             |
| 2013  | Tiffany Cromwell     | Megan Guarnier    | Emma Johansson            |
| 2014  | Amy Pieters          | Emma Johansson    | Lizzie Armitstead         |
| 2015  | Anna van der Breggen | Ellen van Dijk    | Lizzie Armitstead         |
| 2016  | Lizzie Armitstead    | Chantal Blaak     | Tiffany Cromwell          |
| 2017  | Lucinda Brand        | Chantal Blaak     | Annemiek van Vleuten      |
| 2018  | Christina Siggaard   | Alexis Magner     | Maria Giulia Confalonieri |
| 2019  | Chantal Blaak        | Marta Bastianelli | Jip van den Bos           |
| 2020  | Annemiek van Vleuten | Marta Bastianelli | Floortje Mackaij          |
| 2021  | Anna van der Breggen | Emma Norsgaard    | Amy Pieters               |
| 2022  | Annemiek van Vleuten | Demi Vollering    | Lorena Wiebes             |
| 2023  | Lotte Kopecky        | Lorena Wiebes     | Marta Bastianelli         |
| 2024  | Marianne Vos         | Lotte Kopecky     | Elisa Longo Borghini      |
| 2025  | Lotte Claes          | Aurela Nerlo      | Demi Vollering            |

## Parcours
Jusqu'en 2017 inclus, tout comme l'édition masculine, le parcours débute et arrive à Gand. Il descend vers le sud et Audenarde pour revenir ensuite vers le nord. La montée du Molenberg ainsi que le passage des secteurs pavés de la Paddestraat et de la Lippenhovestraat en sont souvent les passages clés. Ils sont cependant situés à une trentaine de kilomètres de l'arrivée et un changement de situation est possible par la suite.
À partir de 2018, le parcours change complètement et reprend de nombreux éléments caractéristiques du parcours du Tour des Flandres avant 2012. En particulier, le final avec l'enchaînement mur de Grammont, Bosberg puis arrivée à Meerbeke est identique. Le départ reste néanmoins à Gand.

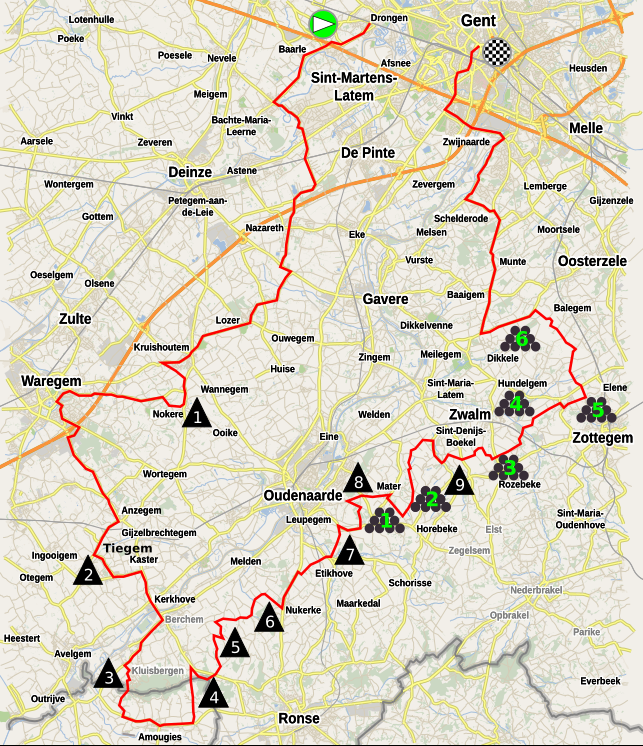
Parcours 2016
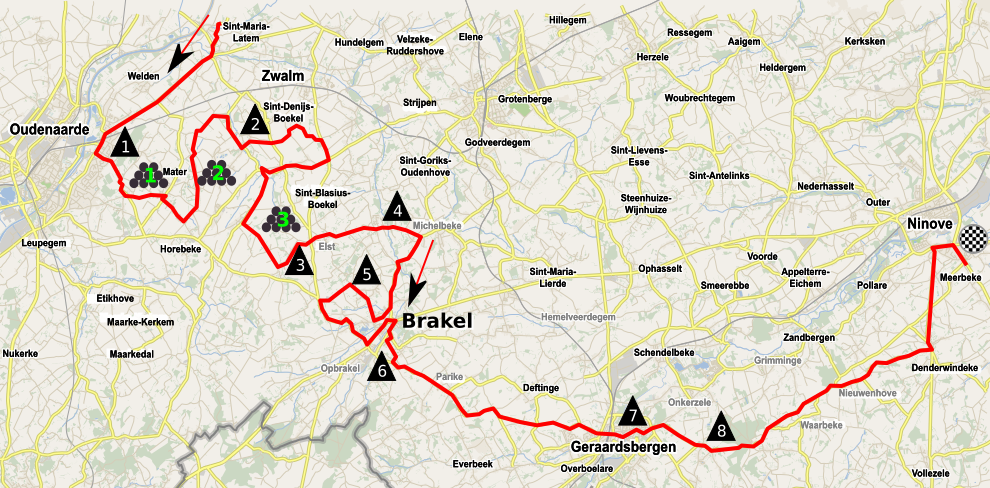
Fin du parcours 2018.